# Vampire Heaven
Vampire Heaven (ヴァンパイア・ヘヴン?) es un drama japonés. Fue emitido desde el 12 de abril hasta el 5 de julio de 2013 por la cadena TV Tokyo.

## Sinopsis
Después de violar un tabú en el mundo de los vampiros, Sakurako y Komachi llegado al mundo de los humanos, y se encuentran con un hombre llamado Hayato. Aunque Sakurako instantáneamente se enamora de él, los vampiros tienen la disposición de que cuanto más se ama a alguien, más se desea la sangre de la persona. Ella descubre que puede resistir el impulso incontrolable de chupar la sangre de alguna manera cuando se reproduce música, por lo que rasguea una guitarra mientras pensaba en su amado. Komachi se preocupa por Sakurako, pero al final, también se siente atraída por Hayato.

## Reparto
- Aya Ōmasa como Sakurako, una vampira de 170 años de edad y amiga de Komachi.
- Tsubasa Honda como Komachi, una vampira de 165 años de edad.
- Yūta Hiraoka como Hayato.
- Eisuke Sasai como el conde.
- Noriko Eguchi como Aoi.
- Satoshi Tomiura como Kentaro.
- Anri Okamoto como Risa.
- Toko Miura como Chisato.
- Haruka Kurosawa como Mizuho.
- Hidekazu Nagae como Genjuro.
- Asaya Kimijima como Tobei.
- Hirotaro Honda como Noboru Minatogawa (ep.9-10)
- Hinata Kashiwagi - (ep.2,6)
- Hirono Suzuki - ep.3,7
- Yu Okamura - (ep.9)
- Rina Matsuno - ep.4,12